# Саитовский сельсовет (Башкортостан)
Саитовский сельсове́т (Саитский сельсовет до 17.12.2004) — упразднённая в 2008 году административно-территориальная единица и сельское поселение (тип муниципального образования) в составе Мелеузовского района. Почтовый индекс — 453864. Код ОКАТО — 80241872000. Код ИФНС: 263.
Согласно Закону Республики Башкортостан «О границах, статусе и административных центрах муниципальных образований в Республике Башкортостан» от 16 декабря 2004 года имел статус сельского поселения. В 2008 году объединён с сельским поселением Денисовский сельсовет.

## Состав сельсовета
В 1994 году деревня Петропавловка Нордовского сельсовета передана в состав Саитовского сельсовета Мелеузовского района (Указ Президиума ВС РБ от 06.09.94 N 6-2/130 «О передаче деревни Петропавловка Нордовского сельсовета передана в состав Саитовского сельсовета Мелеузовского района»).
деревня Саитовский — административный центр, деревни Новая Казанковка, Петропавловка.

## История
Образован в 1992 году путем выделения из Денисовского сельсовета.
Указ Президиума Верховного Совета Республики Башкортостан от 19 ноября 1992 года N 6-2/477  "Об образовании Саитовского сельсовета в Мелеузовском районе" постановил:

1. Образовать в Мелеузовском районе Саитовский сельсовет с административным центром в поселке Саитовский.
2. Включить в состав Саитовского сельсовета поселок Саитовский и деревню Новая Казанковка, исключив их из территориального устройства Денисовского сельсовета.

3. Установить границу Саитовского и Денисовского сельсоветов согласно представленной схематической карте.
Закон Республики Башкортостан от 17.12.2004 № 125-з (ред. от 06.11.2007) «Об изменениях в административно-территориальном устройстве Республики Башкортостан, изменениях границ и преобразованиях муниципальных образований в Республике Башкортостан» (принят Государственным Собранием — Курултаем — РБ 16.12.2004) гласил:

Статья 1. Изменения в административно-территориальном устройстве Республики Башкортостан 

150. Изменить границы Мелеузовского района, Саитовского сельсовета Мелеузовского района, Федоровского района, Пугачевского сельсовета Федоровского района согласно представленной схематической карте, передав часть территории площадью 18 га Саитовского сельсовета Мелеузовского района в состав территории Пугачевского сельсовета Федоровского района.

151. Изменить границы Саитовского сельсовета Мелеузовского района, Мелеузовского района, Разинского сельсовета Федоровского района, Федоровского района согласно представленной схематической карте, передав часть территории Саитовского сельсовета Мелеузовского района.
…

Статья 2. Изменения границ и преобразования муниципальных образований в Республике Башкортостан

2. Изменить наименования следующих муниципальных образований:
22) по Мелеузовскому району:
е) «Саитский сельсовет» на «Саитовский сельсовет»;— http://www.gsrb.ru:88/MainLeftMenu/ZakonoTvorch/Zakoni/125-2004.php?month=05&year=2012
Закон Республики Башкортостан от 19.11.2008 N 49-з «Об изменениях в административно-территориальном устройстве Республики Башкортостан в связи с объединением отдельных сельсоветов и передачей населённых пунктов»  гласил:

 "Внести следующие изменения в административно-территориальное устройство Республики Башкортостан:

33) по Мелеузовскому району:

а) объединить Денисовский и Саитовский сельсоветы с сохранением наименования "Денисовский" с административным центром в селе Богородское.

Включить деревни Новая Казанковка, Петропавловка, Саитовский Саитовского сельсовета в состав Денисовского сельсовета.

Утвердить границы Денисовского сельсовета согласно представленной схематической карте.

 Исключить из учетных данных Саитовский сельсовет;

## Географическое положение
На 2008 год граничил с Фёдоровском районом, Денисовский сельсовет, Зирганский сельсовет, Нордовский сельсовет, Партизанский сельсовет.

## География
Протекает ручей Биткиняш.